# Сингх, Джаймал
Баба Джаймал Сингх Джи Махарадж (Баба Джи, «Бабаджи», «Бхаи Джи», «Сант-сипай», Святой из Беаса, Baba Jaimal Singh Ji Maharaj; 1839, Гхоман, Пенджаб, Британская Индия — 29 декабря 1903) — духовный учитель, индийский святой, философ, йогин. Баба Джи был духовным преемником святого Свами Джи Махараджи. Учеником Баба Джи был Хазур Баба Саван Сингх Джи Махарадж. Ашрам Радха Свами в Беасе (Пенджаб) назван в честь Баба Джи — «Дера Баба Джаймал Сингх». Ежегодно в день его кончины 29 декабря в ашраме проводится Бандара.

## Биография
Баба Джи родился в 1839 году в деревне Гхоман, в округе Гурдаспур, Пенджаб, в семье сикхских крестьян. Баба Джи проявлял с очень малого возраста необыкновенно раннее духовное развитие. Когда он посещал часовню Баба Нам Дэва со своими родителями, он, в отличие от других детей своего возраста, сидел спокойно и внимательно, и даже в три года мог повторять многие из тех стихов, которые он слышал на духовных беседах. Деревенские люди удивлялись его чудесной развитости. Вскоре ему дали прозвище «Бал-Садху» (ребенок-святой), и его местные жители убеждали его родителей дать ему возможность получить образование. Когда Баба Джи исполнилось пять лет, он был отдан на попечение Бхаи Кхем Даса, ученого-ведантиста. Вскоре Баба Джи овладел рукописным шрифтом Гурмукхи и прочёл пять основных сикхских священных писаний, включая Джап Джи, Сукхмани Сахиб и Рахо Рас. В следующие шесть месяцев он выучил наизусть ключевые отрывки из этих писаний, а к семилетнему возрасту он стал великолепным патхи. Следующий год был проведен в изучении Дасам Грант. В восьмилетнем возрасте он вернулся домой, для того, чтобы помогать родителям по хозяйству, но вечером все равно возвращался к своему учителю. В возрасте девяти лет начал изучать хинди и тексты индуизма. Отец Баба Джи решил отстранить своего сына от религиозного влияния и в возрасте одиннадцати лет отправил его со своим стадом в дом одной из своих сестер, Биби Табо, жившей в деревне Садхьяла. В деревне Садхьяла Баба Джи познакомился с йогом, который решил его взять в ученики. Вскоре отец решил забрать Баба Джи обратно домой. В 1852 году скончался его отец. Домашние хозяйство легло на плечи Баба Джи как старшего мужчины в семье. Вскоре в деревню прибыл садху из секты Удаси, встретившись с Баба Джи, он заверил, что сможет его посвятить в тайну Гхор Анхада, но предупредил, что он вскоре уезжает в Амритсар. Баба Джи принял решение оставить семью и поехать в Амритсар. В Амритсаре Баба Джу посвятили в Гхор Анхада и начал свой духовный поиск. Вскоре он решил встретиться с Баба Гулаба Даса, но не был удовлетворен толкованием садху и отправился в Хазро, где вскоре встретился с Бабой Балаку Сингхом. Баба Балака Сингх не смог полностью удовлетворить духовные потребности Баба Джи и направил его в Чиккер к сикху-семьянину, от которого вскоре получил посвящение. Вскоре Баба Джи отправился домой, но долго там не пробыв, отправился в Пунн Гал, где встретился с Гуру Свами Джи. Вскоре Баба Джи стал учеником Свами Джи. В 1856 году Баба Джи записался в рекруты. Во время службы ходили слухи о его пророческом даре и были замечены случаи дематериализации. По слухам вражеские снайперы видя его в медитации боялись стрелять и даже склонялись перед ним в почитании. Английские офицеры почитали его и называли «господин епископ». Проповедовал вегетарианство в своем полку. В дальнейшем он получил посвящение от своего учителя. В январе 1869 года в Джханси он был награждён медалью ранга Наика (капрала). В тот же день три года спустя в Мианмире он стал Хавилдаром (сержантом), а во время пребывания 24-го сикхского полка в Мултане, в течение трех лет с 1880 года, получил вторую медаль за верную и похвальную службу. Вскоре он вышел в отставку и стал известным как Святой из Беаса.

## Линия преемственности СУРАТ ШАБД ЙОГИ
От учителю к ученику
Учения сурат-шабд-йоги и сант мат согласно списку составленному Сант Кирпал Сингхом:
- Сант Кабир Сахиб
- Гуру Нанак
- Гуру Ангад
- Гуру Амар Дас
- Гуру Рам Дас
- Гуру Арджан Дев
- Гуру Хар Гобинд
- Гуру Хар Рай
- Гуру Хар Кришан
- Гуру Тегх Бахадур
- Гуру Гобинд Сингх
- Ратнагар Рао Джи
- Сант Тулси Сахиб
- Свами Джи Махараджи
- Джаймал Сингх
- Хазур Баба Саван Сингх
- Сант Кирпал Сингх

Заявление Сант Кирпал Сингха в 1963 году в США: «КТО БЫ НИ ПОЯВИЛСЯ В БУДУЩЕМ, Я ГОВОРЮ ВАМ СОВЕРШЕННО ОКОНЧАТЕЛЬНО, ЧТО ОН НЕ БУДЕТ ИЗ ЧЛЕНОВ МОЕЙ СЕМЬИ». Оригинал документа — Сат Сандеш (Sat Sandesh) Официальный журнал Мастера.